# 莫斯特文化
莫斯特文化（法語：Moustérien）是欧洲、西亚、中亚和东北非地区的晚近旧石器时代中期的代表文化。

## 特点
莫斯特文化主要发展在欧洲，有三个特点：
1. 勒瓦卢瓦方法这一制作石器技术的普及
2. 对美学的初步感知
3. 出现第一批墓葬文化

莫斯特文化因最早发现于法国多尔多涅省莱塞济附近的勒穆斯捷岩棚而得名。该文化始于约30万年前，延续至约3万年前。如果把它的前身勒瓦盧瓦（Levallois）或稱勒瓦盧瓦-莫斯特（Levallois Mousterian）也算在內，範圍則會擴增至大約公元前300000-200000年。緊接在後的主要時期是智人的奥瑞纳文化（約43,000–28,000 BP）。
与其共存的人类化石多属于尼安德特人。在欧洲，这种文化主要是尼安德特人创造的。而在北非和西亚地区，现代人也是这种文化的创造者。

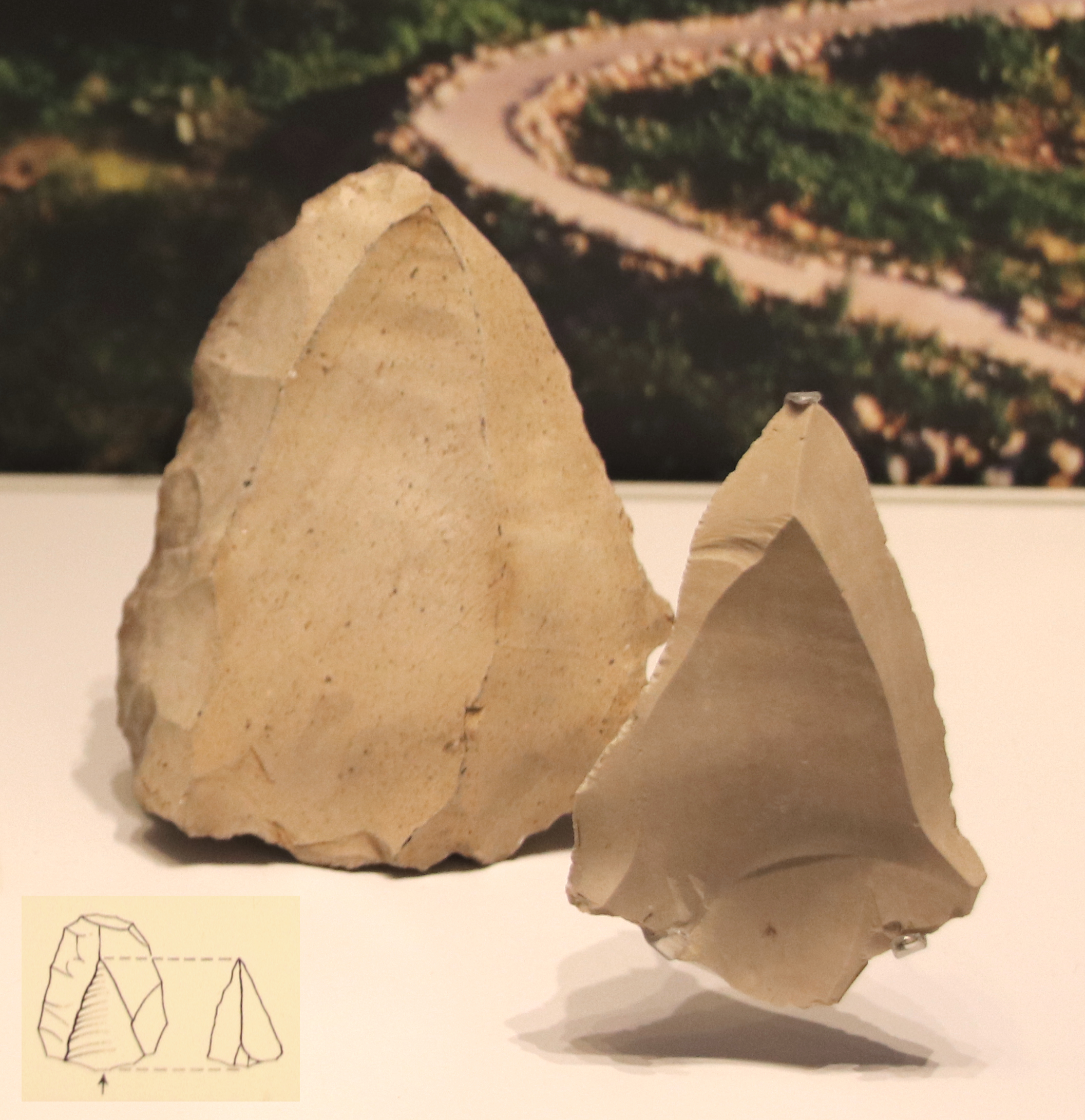
燧石石核製作的尖頭和矛尖，采用勒瓦卢瓦（Levallois）技法，莫斯特文化，塔本洞（Tabun Cave），以色列，250,000–50,000 BP。以色列博物馆

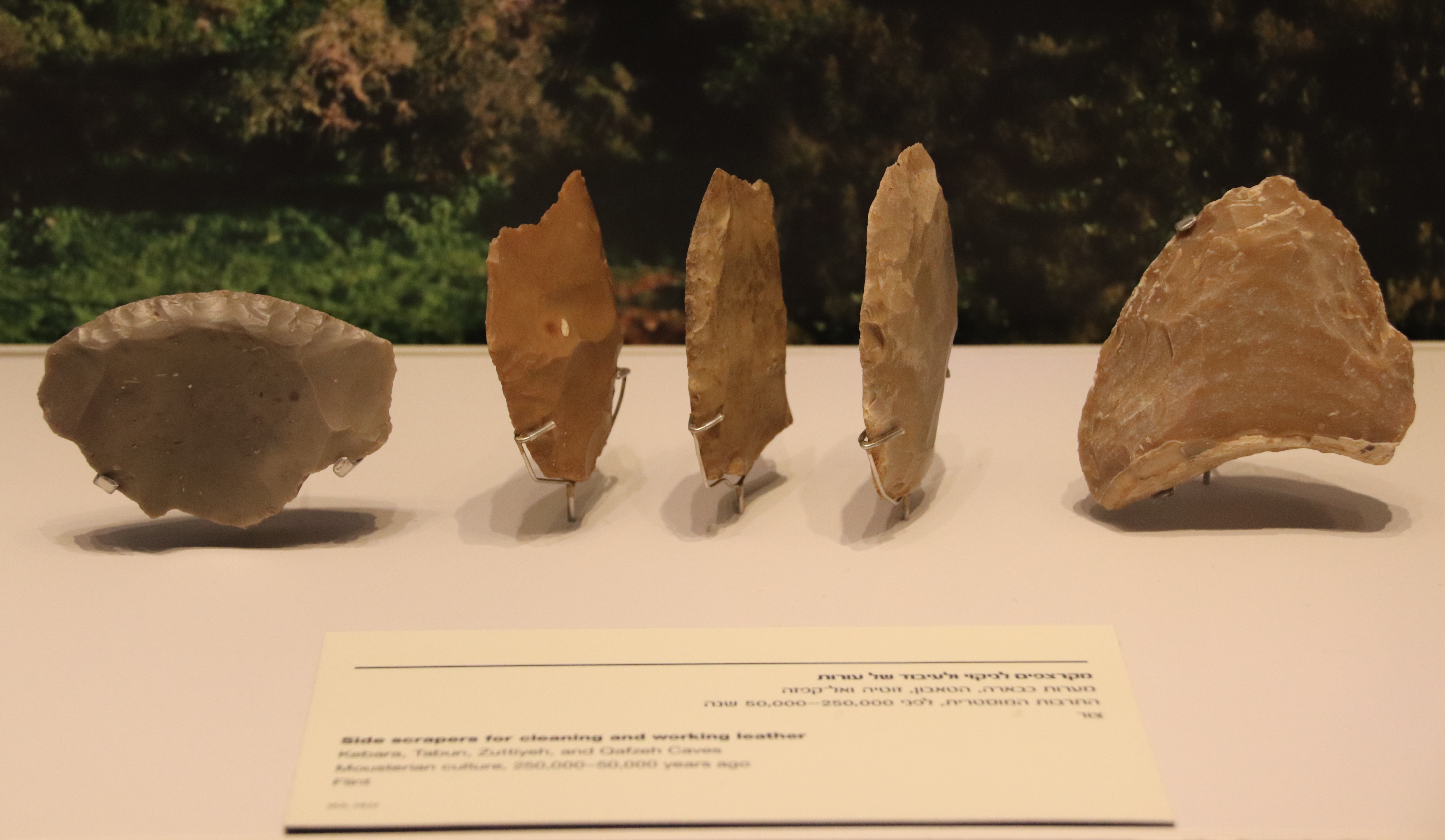
用於清潔和加工皮革的石頭刮刀，莫斯特文化，以色列，公元前25萬-5萬年
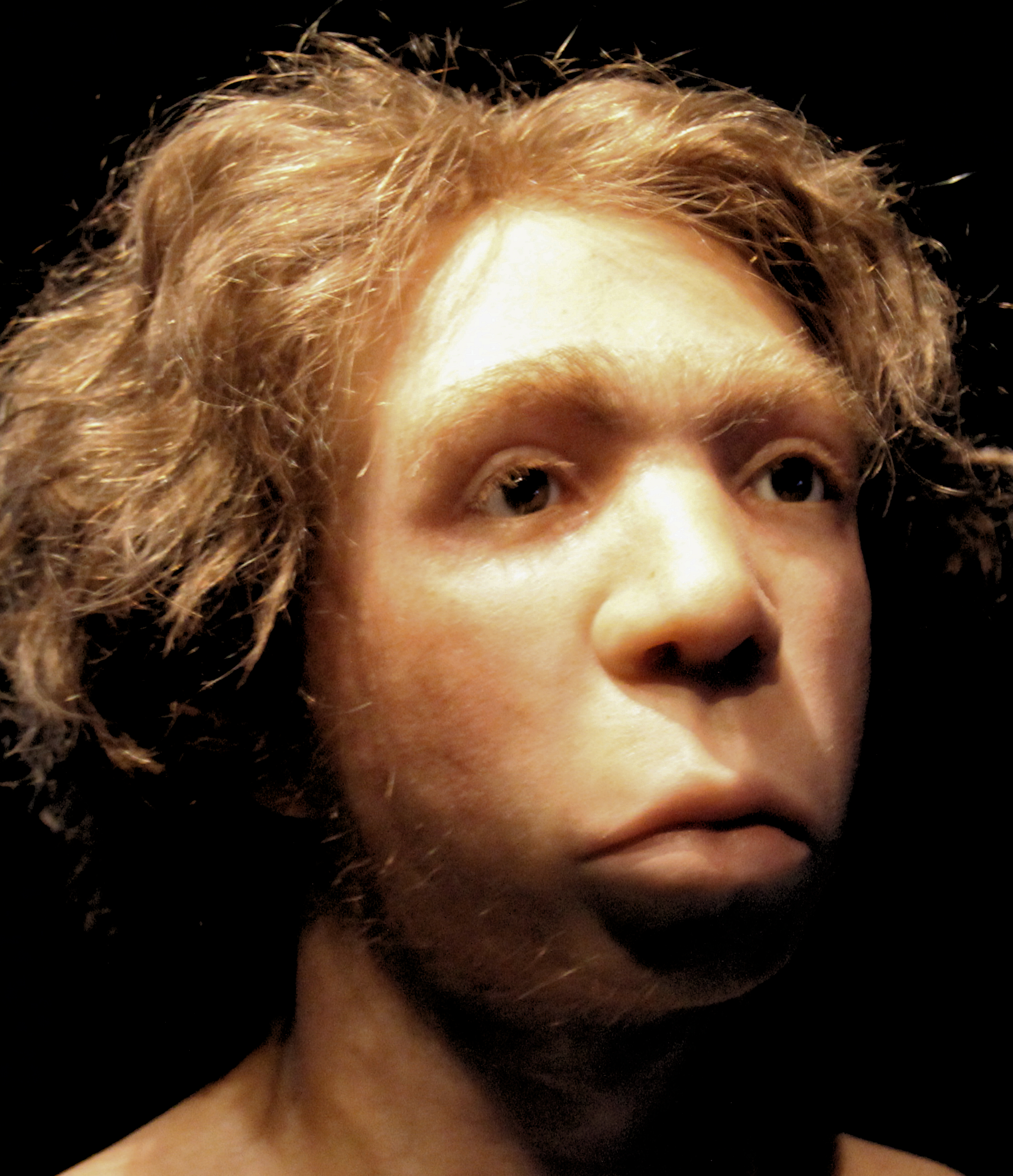
莫斯特洞（英语：Le Moustier）尼安德塔人頭骨重建，柏林新博物馆
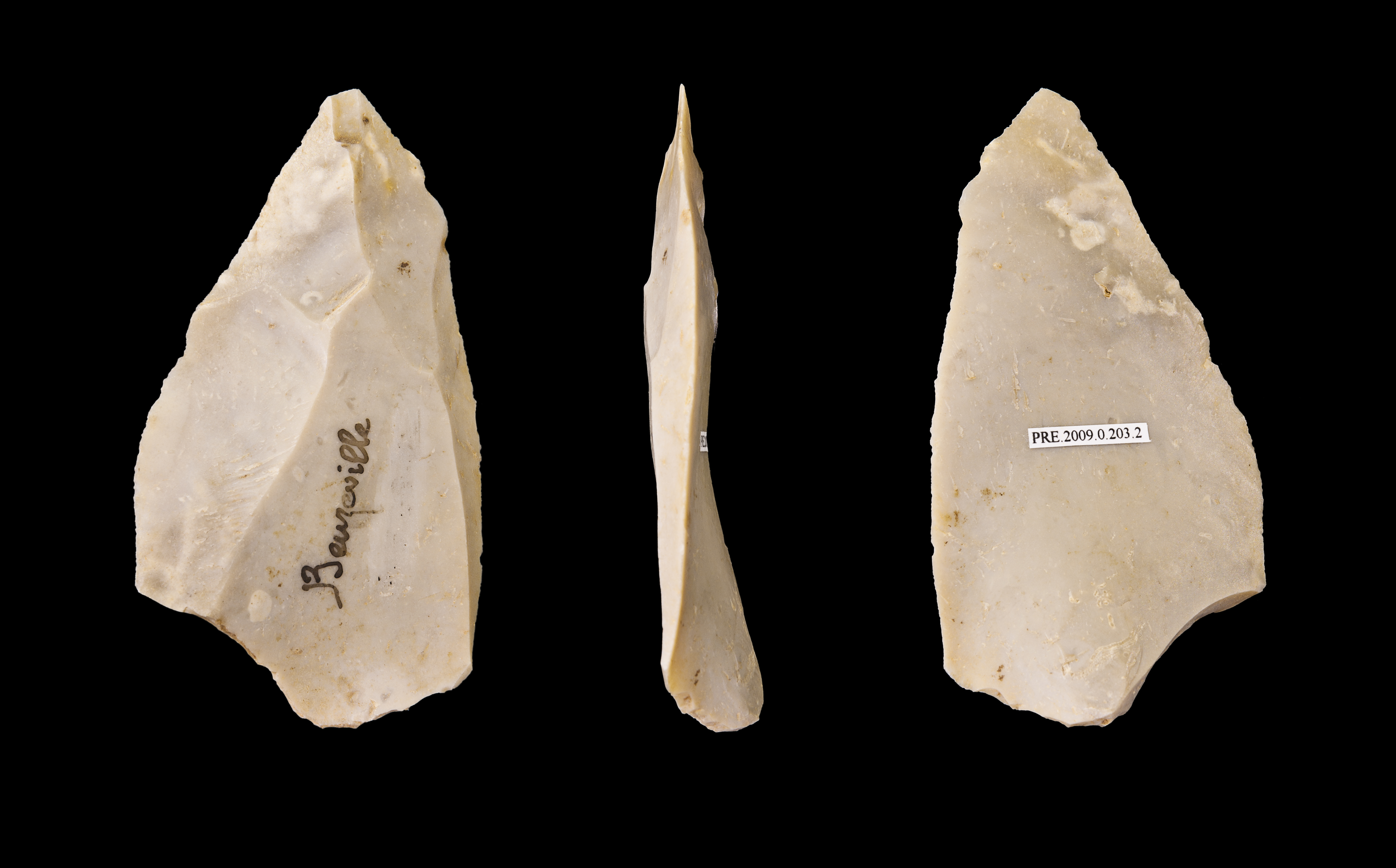
勒瓦盧瓦點（Levallois points）
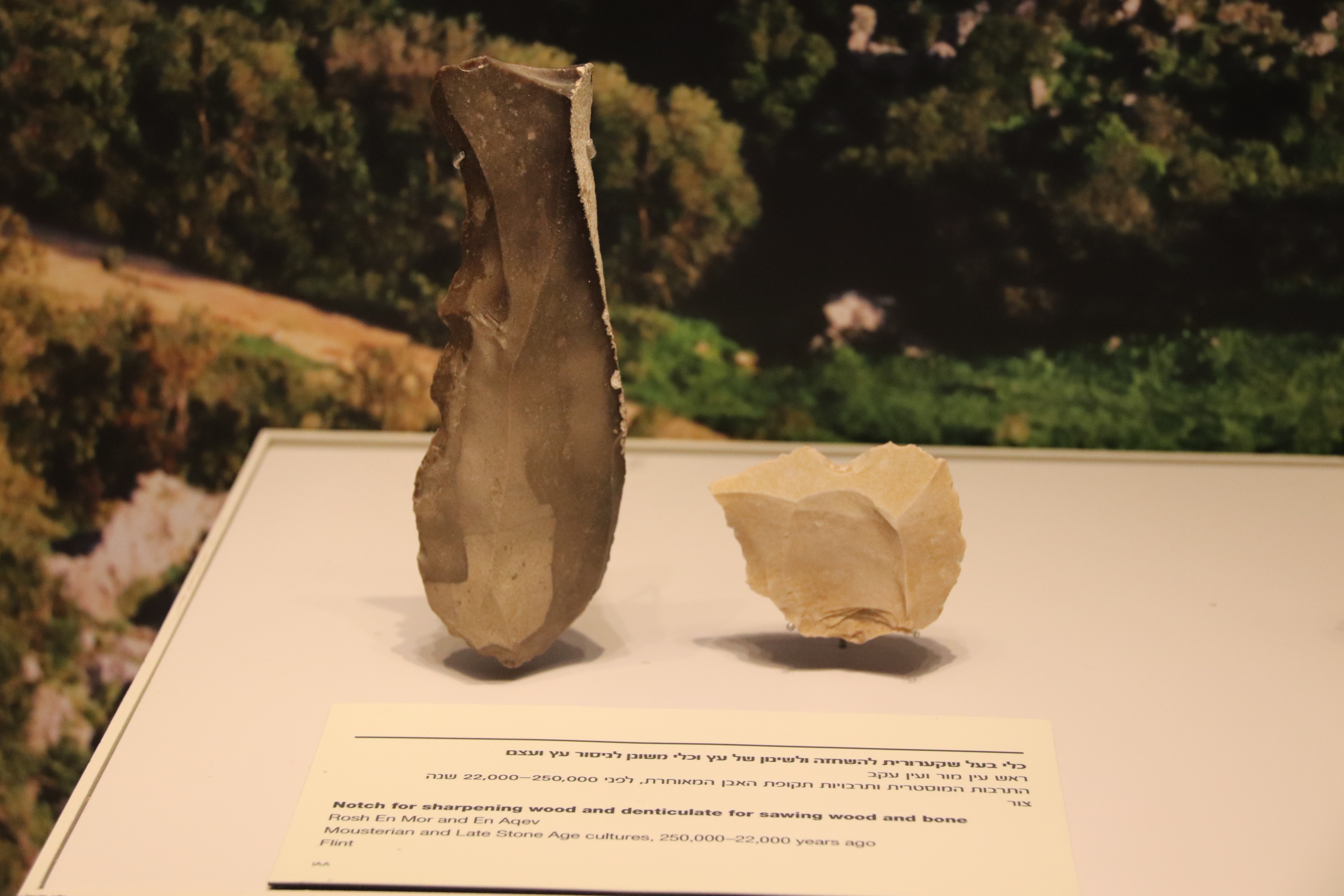
莫斯特文化和石器時代晚期（Late Stone Age ）的石器。削木頭用的凹槽，鋸木頭和骨頭用的小齒。Rosh En Mor和En Aqev，公元前25萬-22萬年。以色列
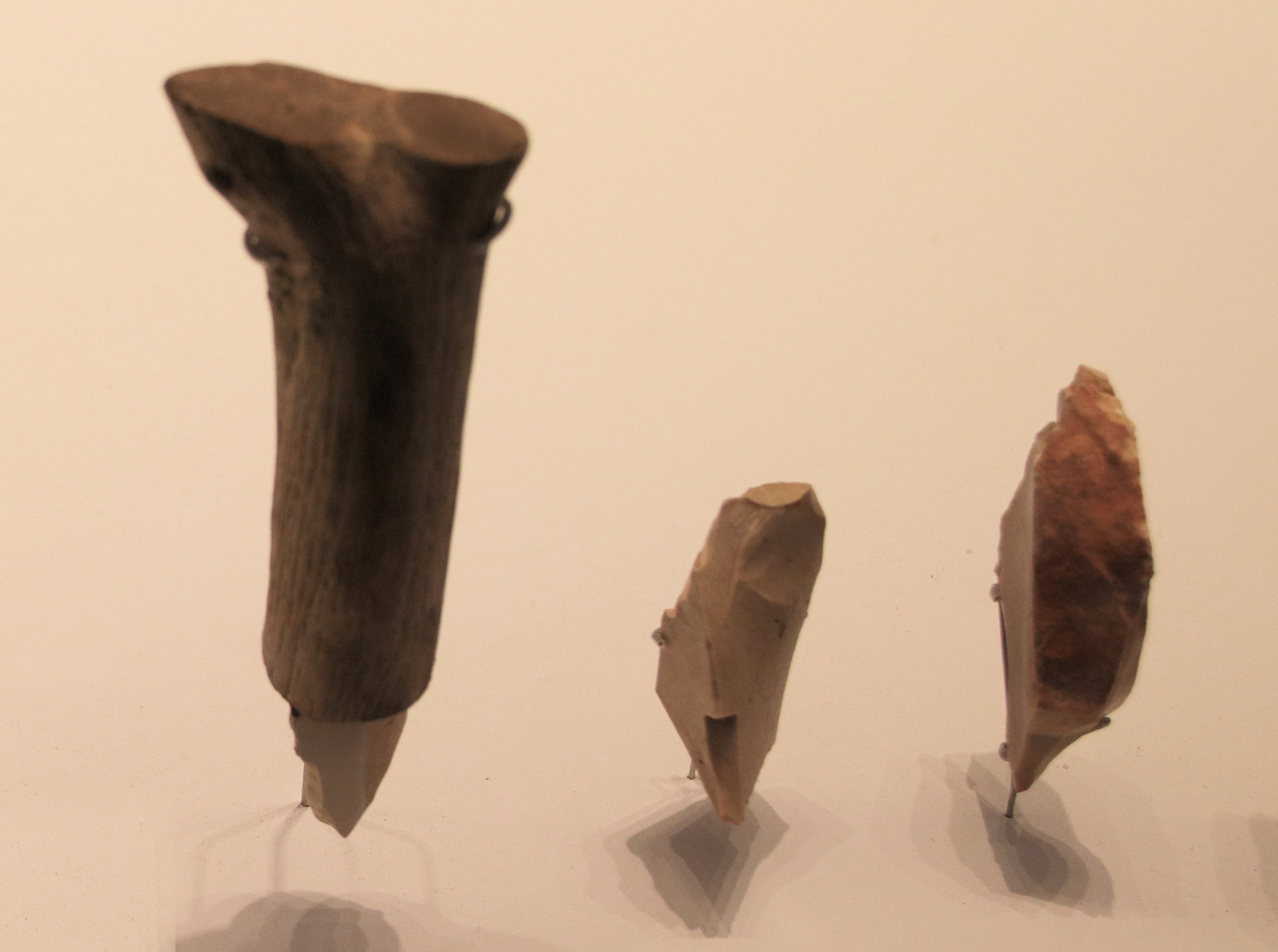
莫斯特文化和奥瑞纳文化，石製刻器用于切割石材和木材，卡夫澤洞，哈約尼姆洞（英语：HaYonim Cave）（Hayonim），埃爾瓦德洞（El Wad Cave），公元前25萬-2.2萬年，以色列
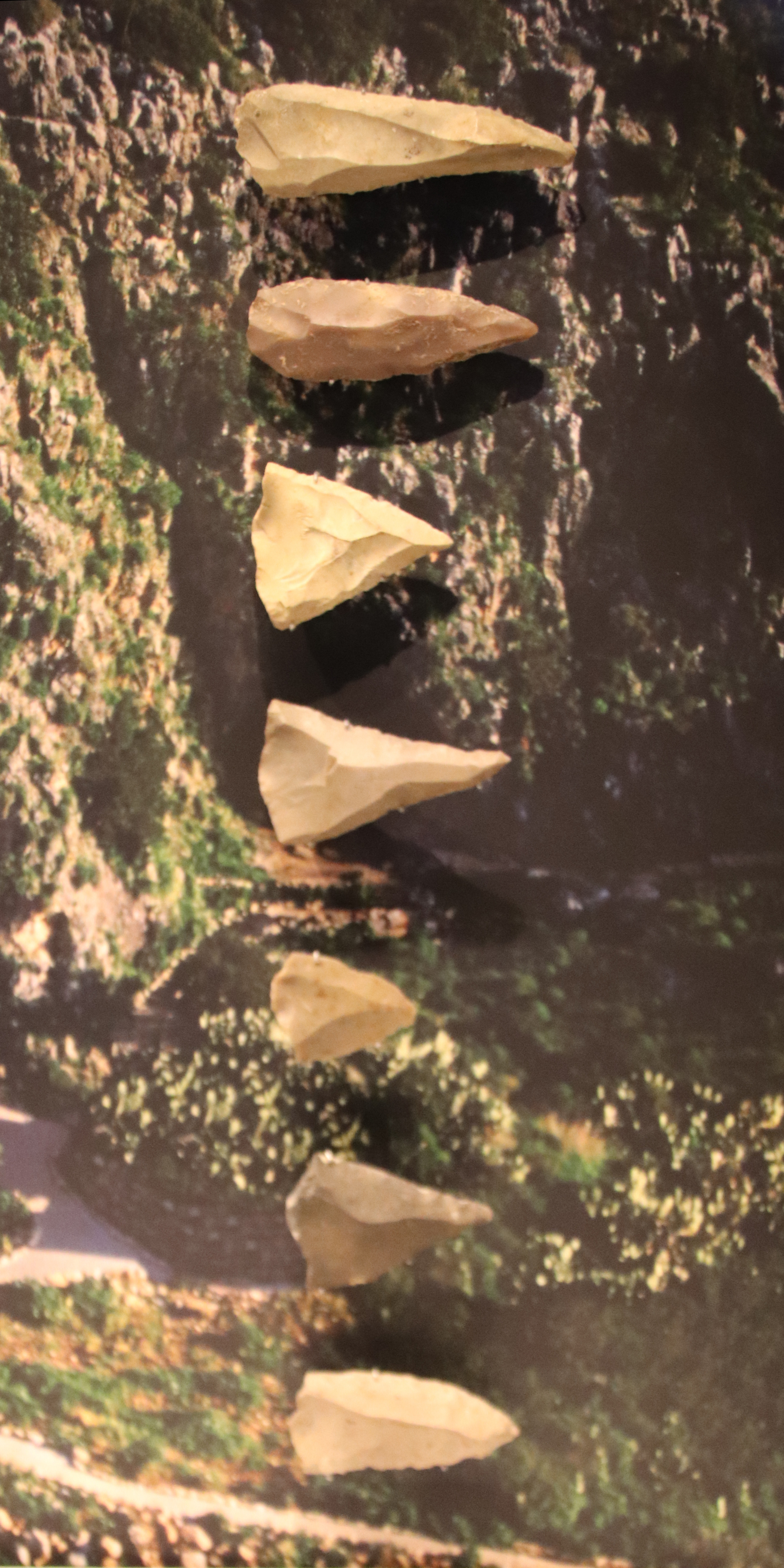
莫特文化，石矛矛尖，250,000-50,000。以色列博物馆